# Expectations (álbum de Hayley Kiyoko)
Expectations é o álbum de estreia da cantora e atriz norte-americana Hayley Kiyoko, lançado em 30 de março de 2018. O título do álbum foi anunciado junto com sua capa em 1º de janeiro de 2018 através das mídias sociais. O álbum foi precedido pelos singles "Sleepover", "Feelings" e "Curious".

## Singles
O primeiro single chamado "Sleepover" foi lançada em 2 de março de 2017, ao longo do vídeo clipe, dirigido por Kiyoko, via BuzzFeed. O segundo single, "Feelings", foi lançado em 19 de outubro de 2017 ao longo de seu vídeo musical auto-dirigido. "Curious" foi lançado como o terceiro single em 12 de janeiro de 2018, com a pré-venda do álbum e como os singles anteriores, ao longo de seu videoclipe, dirigido pela própria Kiyoko e James Larese. Ele estreou através do Total Request Live.

## Lista de faixas
| N.º            | Título                        | Compositor(es)                                                           | Produtor(es)    | Duração |  |
| 1.             | "Expectations/Overture"       | Hayley Alcroft Nicole Morier Jonathan Dorr Cecil Bernardy Olivia Marisco | 4e              | 1:52    |  |
| 2.             | "Feelings"                    | Alcroft Brandon Colbein Nick Bailey Dorr Bernardy Katherine Ostenberg    | Bailey 4e       | 3:37    |  |
| 3.             | "What I Need" (com Kehlani)   | Alcroft Dorr Colbein Kehlani Parrish                                     | Jono Dorr       | 3:39    |  |
| 4.             | "Sleepover"                   | Alcroft Brandi Flores Dorr Bernardy                                      | 4e              | 3:54    |  |
| 5.             | "Mercy/Gatekeeper"            | Alcroft Dorr Bernardy                                                    | 4e              | 5:44    |  |
| 6.             | "Under the Blue/Take Me In"   | Alcroft Morier Dorr Bernardy                                             | 4e              | 5:37    |  |
| 7.             | "Curious"                     | Alcroft Lisa Vitale Colbein Jakob Hazell Svante Halldin                  | Jack & Coke     | 3:12    |  |
| 8.             | "xx"                          | Alcroft Dorr                                                             | 4e              | 0:51    |  |
| 9.             | "Wanna Be Missed"             | Alcroft Jonas Jeberg Alexander Schwartz Joe Khajadourian Madison Love    | The Futuristics | 3:15    |  |
| 10.            | "He'll Never Love You (HNLY)" | Alcroft Dorr Bernardy Cara Salimando                                     | 4e              | 3:51    |  |
| 11.            | "Palm Dreams"                 | Alcroft Gustav Jonsson Fredrik Berger Colbein                            | Berger          | 5:14    |  |
| 12.            | "Molecules"                   | Alcroft Morier Dorr Bernardy                                             | 4e              | 4:10    |  |
| 13.            | "Let It Be"                   | Alcroft Chloe Angelides Dorr Bernardy                                    | 4e              | 3:41    |  |
| Duração total: | Duração total:                | Duração total:                                                           | Duração total:  | 48:37   |  |